# 크리스토스 게이지
크리스토스 N. "크리스" 게이지(영어: Christos N. "Chris" Gage)는 미국의 만화가이다. 《뱀파이어 해결사》의 스핀오프 시리즈와 《어메이징 스파이더맨》, 《어벤저스 아카데미》의 스토리를 썼다. 드라마 《데어데블》, 《성범죄수사대: SVU》의 각본도 담당한 적이 있다.